# August Wittgenstein

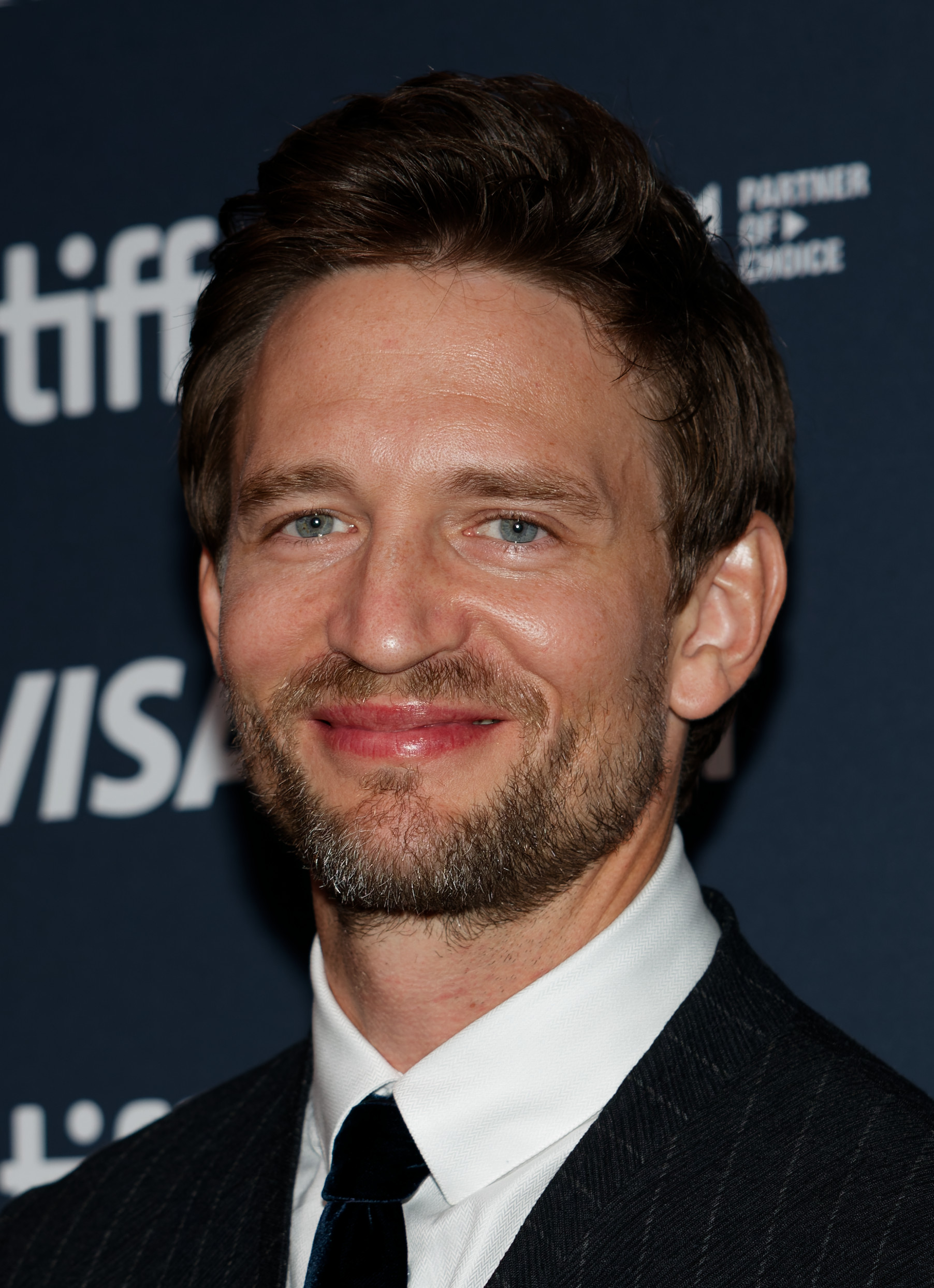
August Wittgenstein (2024)

August Wittgenstein (eigentlich: August-Frederik Wendelin Otto Hendrik Prinz zu Sayn-Wittgenstein-Berleburg; * 22. Januar 1981 in Siegen) ist ein deutsch-schwedischer Schauspieler.

## Leben
August Wittgenstein entstammt der Linie Sayn-Wittgenstein-Berleburg des Adelsgeschlechts Sayn-Wittgenstein. Er wurde als Sohn des Diplomkaufmanns Ludwig-Ferdinand Prinz zu Sayn-Wittgenstein-Berleburg (* 1942) und dessen schwedischer Frau Yvonne, geb. Wachtmeister af Johannishus (* 1951), in Siegen geboren. Sein Vater stammt aus Osterwick im westlichen Münsterland, seine Mutter aus dem schwedischen Bärbo (Gemeinde Nyköping). Er wuchs mit seinem älteren Bruder Carl-Albrecht (* 1976), seiner älteren Schwester Anna (* 1978; verheiratete Prinzessin von Bayern) und seiner jüngeren Schwester Theodora (* 1986, verheiratete Gräfin Bethlen de Bethlen) zweisprachig mit Deutsch und Schwedisch als Muttersprachen in Bad Laasphe im Wittgensteiner Land auf. Bereits in der Grundschule interessierte er sich für die Schauspielerei. Mit 15 Jahren zog er aus dem Elternhaus aus und besuchte ein Internat in Schweden. Nach dem Abitur in Großbritannien folgten verschiedene Praktika in Paris und ein Aufenthalt in Australien. Nach seiner Rückkehr entschloss er sich zu einer professionellen Schauspielausbildung. Auf Wunsch der Eltern studierte er zunächst an der Georgetown University in Washington, D.C. und erwarb einen Bachelor-Abschluss im Fach Geschichte.
Seine Schauspielausbildung absolvierte er in den Vereinigten Staaten, u. a. von August 2005 bis Mai 2007 an der American Academy of Dramatic Arts in New York City, später an den The Berg Studios in Los Angeles. Seine Filmkarriere begann 2008/2009 mit der Mitwirkung in einigen Kurzfilmen. In Hollywood hatte er Nebenrollen in den Kinofilmen Illuminati (2009; als Soldat der Schweizergarde), und, neben Robin Wright, in dem Science-Fiction-Drama The Congress (2013; als Travis).
2011 hatte er als Michel eine Nebenrolle in dem schwedischen Thriller Avalon, dem Debütfilm des schwedischen Regisseurs Axel Petersén (* 1979). Im deutschen Historienfilm Ludwig II. verkörperte er die historische Figur des Ludwig-Vertrauten Alfred Graf Eckbrecht von Dürckheim-Montmartin (1850–1912). Seinen Durchbruch im deutschen Fernsehen hatte Wittgenstein 2013 mit seiner ersten Hauptrolle in dem Road-Movie Wüstenherz – Der Trip meines Lebens. In dem in Marokko in englischer Sprache gedrehten Film spielte er, an der Seite von Jennifer Ulrich, den attraktiven Aussteiger, Abenteurer und Einzelgänger Ben. Für die deutsche Fassung wurde Wittgensteins Stimme durch den Synchronsprecher Sascha Rotermund nachsynchronisiert, da er selbst für die Synchronarbeiten aus Termingründen nicht zur Verfügung stand. In dem tragikomischen Fernsehfilm Die Schlikkerfrauen (2014) spielte er, neben Sky Du Mont und Catherine Flemming als Elternpaar, den Sohn des Drogerieketten-Inhabers Theo Schlikker.
Wittgenstein hatte auch Episodenrollen in einigen Fernsehserien, u. a. in den Serien SOKO Leipzig (2013, als Freund des Opfers) und Josephine Klick – Allein unter Cops (2014; als Mitglied einer Studentenverbindung). Im Februar 2015 war er in der Folge Sein oder Nichtsein erneut in der Krimiserie SOKO Leipzig zu sehen, diesmal in einer Episodenhauptrolle als charismatischer Regisseur und Schauspielcoach Ivo Novack. In der Krimiserie SOKO Köln (Dezember 2015) spielte er in der Folge Alte Wunden den Enkel des Opfers. Im Februar 2016 folgte eine Episodenrolle in der ZDF-Krimiserie SOKO München, in der er einen ehemaligen Abi-Kollegen des SOKO-Ermittlers Dominik Morgenstern (Joscha Kiefer) verkörperte.
In den drei Staffeln der ZDF-„Ku’damm“-Familiensaga mit den Dreiteilern Ku’damm 56 (Erstausstrahlung: März 2016), Ku’damm 59 (Erstausstrahlung: März 2018) und Ku’damm 63 (Erstausstrahlung: März 2021) war Wittgenstein jeweils in einer der Hauptrollen als junger homosexueller Staatsanwalt Wolfgang von Boost zu sehen.
In der Krimiserie Alles Klara (Erstausstrahlung: März 2016) hatte er eine Episodenhauptrolle als querschnittgelähmter Eric Simon, der gemeinsam mit seinem später ermordeten Bruder eine Flugschule im Harz betreibt. In dem Fernsehfilm Ein Lächeln nachts um vier, der im Dezember 2017 im Rahmen der „ZDF-Herzkino-Reihe“ erstausgestrahlt wurde, spielte er die männliche Hauptrolle, den „charmanten“ Schauspieler Max Severin, der das Leben der weiblichen Hauptfigur Jule (Natalia Belitski) durcheinanderbringt. In der RTL-Fernsehserie Jenny – echt gerecht (Erstausstrahlung ab April 2018) übernahm Wittgenstein, an der Seite von Birte Hanusrichter als ungelernte Rechtsanwaltsgehilfin, die Rolle des Rechtsanwalts Maximilian Mertens. In der Fernsehserie Das Boot (2018) spielte Wittgenstein die als „Fiesling“ und Bösewicht angelegte Rolle des Oberleutnants zur See Karl Tennstedt. In dem ARD-Dreiteiler Das Geheimnis des Totenwaldes (2020) verkörperte Wittgenstein den ermittelnden Kriminalobermeister Jan Gerke. Im Münsteraner Tatort: Rhythm and Love (2021) spielte Wittgenstein den tatverdächtigen, verheirateten Kriminalkommissar und Polizeipressesprecher Johannes Hagen, der mit einem tot aufgefundenen männlichen Aktmodell und Verfechter der freien Liebe eine polyamore Beziehung führte. In der ZDF-Serie Der Palast (2021) spielte Wittgenstein den jungen, freiheitsliebenden Ost-Berliner Arzt Georg Weiss, der einen Ausreiseantrag stellt und in den Westen geht.
In der SWR-Crime- und Thriller-Serie Höllgrund (2022) verkörperte er den jungen und charmanten Landarzt Fabian Lambert, der in eine rätselhafte Mordserie in einem kleinen Dorf im Schwarzwald verwickelt ist. In der 8-teiligen internationalen Fernsehserie Das Netz – Prometheus (2022) war er in einer durchgehenden Serienrolle als ehemaliger deutscher Elitesoldat und schweigsamer Auftragsmörder Hans Maurer zu sehen.
Wittgenstein besitzt eine doppelte Staatsbürgerschaft; er ist deutscher und schwedischer Staatsbürger. Seit Frühjahr 2011 lebt er in Berlin-Mitte. Wittgenstein ist seit dem 2. September 2022 mit der aus Österreich stammenden Psychologin Mia Rohla verheiratet, einer Tochter des österreichischen Unternehmers Martin Rohla und Nachfahrin von Richard Strauss.

## Filmografie (Auswahl)
- 2008: The Last Drop (Kurzfilm)
- 2009: Illuminati (Angels and Demons)
- 2009: Torendion (Kurzfilm)
- 2009: Thorns (Kurzfilm)
- 2010: Grave Dawn (Kurzfilm)
- 2011: Avalon (Kinofilm; Schweden)
- 2012: Gefallen (Kurzfilm)
- 2012: Ludwig II. (Kinofilm)
- 2013: The Congress (Kinofilm; USA)
- 2013: SOKO Leipzig (Fernsehserie; Folge: Schuldenschnitt)
- 2013: Wüstenherz – Der Trip meines Lebens (Fernsehfilm)
- 2014: Josephine Klick – Allein unter Cops (Fernsehserie; Folge: Zinnsoldaten)
- 2014: Bis wir bluten (Kurzfilm)
- 2014: Die Schlikkerfrauen (Fernsehfilm)
- 2014: Ophelia (Kurzfilm)
- 2014: Ein starkes Team – Späte Rache (Fernsehfilm)
- 2015: In Your Dreams, Küchenexperimente (Fernsehserie)
- 2015: SOKO Leipzig (Fernsehserie; Folge: Sein oder Nichtsein)
- 2015: SOKO Köln (Fernsehserie; Folge: Alte Wunden)
- 2016: Notruf Hafenkante (Fernsehserie; Folge: Klassentreffen)
- 2016: SOKO München (Fernsehserie; Folge: Der Kuss)
- 2016: Ku’damm 56 (Fernsehdreiteiler)
- 2016: Alles Klara (Fernsehserie; Folge: Rundflug in den Tod)
- 2016: Dating Alarm
- 2017: The Crown (Fernsehserie)
- 2017: Nord bei Nordwest – Der Transport (Fernsehreihe)
- 2017: Ein Lächeln nachts um vier (Fernsehfilm)
- 2018: Ku’damm 59 (Fernsehdreiteiler)
- 2018–2019: Jenny – echt gerecht (Fernsehserie)
- 2018: Das Boot (Fernsehserie)
- 2018: Deadwind (Fernsehserie)
- 2019: Hidden – Der Gejagte (Fernsehserie)
- 2020: The Professionals – Gefahr ist ihr Geschäft (Fernsehserie)
- 2020: Das Geheimnis des Totenwaldes (Fernsehfilm)
- 2021: Ku’damm 63 (Fernsehfilm)
- 2021: Tatort: Rhythm and Love (Fernsehreihe)
- 2021: Der Palast (Fernsehserie)
- 2022: Höllgrund (Fernsehserie)
- 2022: Das Netz – Prometheus (Fernsehserie)
- 2022: Jagdsaison (Kinofilm)
- 2024: Duino (Kinofilm)
- 2024: Jana: Marked for Life (Fernsehserie)
- 2024: Nr. 24 (Netflix)
- 2025: Mord in Wien – Der letzte Bissen (Fernsehreihe)